# Esves-le-Moutier
Esves-le-Moutier är en kommun i departementet Indre-et-Loire i regionen Centre-Val de Loire i de centrala delarna av Frankrike. Kommunen ligger i kantonen Ligueil som tillhör arrondissementet Loches. År 2022 hade Esves-le-Moutier 154 invånare.

## Befolkningsutveckling
Antalet invånare i kommunen Esves-le-Moutier
Referens:INSEE